# 阿尔格朗日
阿尔格朗日（法語：Algrange，法語發音：[algʁɑ̃ʒ]；洛林法兰克语：Oolgréngen 或 Algréngen）是法国摩泽尔省的一个市镇，位于该省北部，属于蒂永维尔区。

## 地理
阿尔格朗日（49°21'34"N, 6°2'54"E）面积6.96 平方千米，位于法国大東部大區摩泽尔省，该省份为法国东北部内陆省份，是洛林的一部分，西南接默尔特-摩泽尔省，东临下莱茵省，北与卢森堡和德国接壤。
与阿尔格朗日接壤的市镇（或旧市镇、城区）包括：昂日维莱、丰图瓦、尼尔旺日、蒂永维尔、梅仓日。

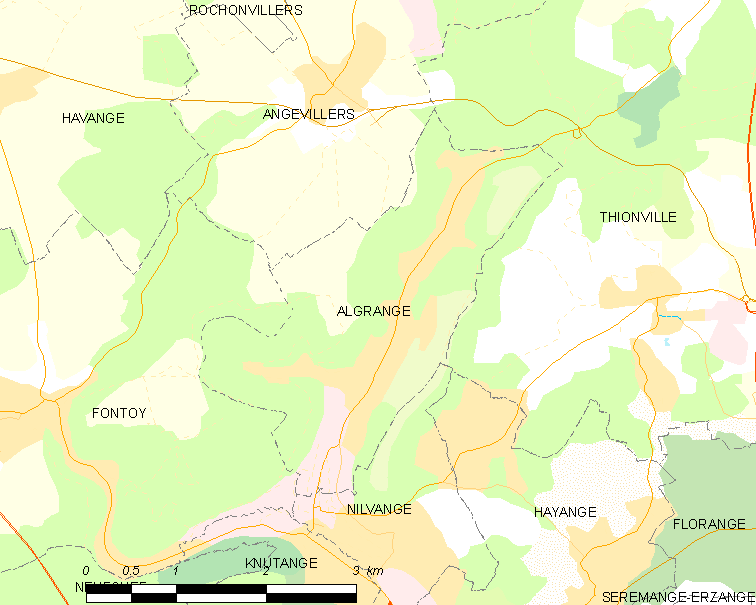
阿尔格朗日的OSM定位图

阿尔格朗日的时区为UTC+01:00、UTC+02:00（夏令时）。

## 行政
阿尔格朗日的邮政编码为57440，INSEE市镇编码为57012。

## 政治
阿尔格朗日所属的省级选区为阿尔格朗日县。

## 人口

1962-2008年间阿尔格朗日人口变化图示

阿尔格朗日于2022年1月1日时的人口数量为5928人。